# Західно-Словацька область
Західнословацька область (словац. Západoslovenský kraj) — колишня адміністративно-територіальна одиниця Словаччини в складі Чехословаччини утворена в липні 1960 року на основі нової конституції. Площа становила 14,491 тисяч км². Населення 1 716 000 чоловік (1986). Адміністративний центр — місто Братислава.
З утворенням у 1993 році незалежної Словаччини, в країні утворився новий адміністративно-територіальний поділ.